# Messaoudi Hassan
Pour les articles homonymes, voir Hassan.
Messaoudi Hassan ( Messaoudi Hassène), né en 1967 et mort le 29 décembre 2021 à Tizi Ouzou, est un chirurgien renommé pratiquant depuis plus de vingt ans dans l'Etablissement Public Hospitalier de Bordj Menaiel en tant que chef du service de chirurgie générale.

## Biographie
Dr Messaoudi est connu pour ses qualités humaines et son professionnalisme, il jouit d’une grande estime parmi ses collègues de travail, mais aussi auprès de la population locale qu’il a tant servie. « C’est une grande perte pour l’hôpital, notre wilaya et toute l’Algérie. » Déclara un patient.
Il était une compétence très reconnue dans le domaine de la chirurgie. « C’était une personne modeste et serviable. Dommage, il est parti trop tôt, alors qu’il avait encore beaucoup à donner. Puisse Dieu donner du courage à sa famille, notamment sa femme et ses trois enfants, pour surmonter cette dure épreuve », dira avec émotion Abdenour, employé de l’hôpital. Le docteur Messaoudi a rendu l’âme au service de réanimation du CHU de Tizi Ouzou, où il a été transféré à la suite de complications de son état de santé. Son nom s’ajoute désormais à la longue liste des victimes causées par la Covid-19 parmi le personnel médical.